# I'd Do It All Again
I'd Do It All Again è un brano musicale della cantautrice britannica Corinne Bailey Rae, estratto come primo singolo dall'album The Sea, secondo album della cantante. Il singolo è stato pubblicato il 12 gennaio 2010.

## Tracce
Promo - CD-Single Virgin 6080192 (EMI) / EAN 5099960801920
1. I'd Do It All Again - 3:08
2. I'd Do It All Again (Instrumental) - 3:06

Download digitale
1. I'd Do It All Again - 3:08